# Nasser Hussain
Pour les articles homonymes, voir Hussain.
Pas d'image ? Cliquez ici

a Compétitions nationales et continentales officielles uniquement.

b Matchs officiels uniquement.
Nasser Hussain, né le 9 mars 1980 à Bombay, est un joueur de rugby à XV qui joue avec l'équipe d'Inde et avec le club de Bombay Gymkhana Club, évoluant au poste de troisième ligne centre ou troisième ligne aile.

## Carrière
Il joue pour le club de Bombay Gymkhana Club à Bombay. Il a joué en Angleterre avec le club de Northumbria University à Newcastle et avec le Tynedale RFC[réf. nécessaire]. Ses débuts internationaux ont lieu le 26 octobre 1998 à Singapour contre le pays hôte[réf. nécessaire].

## Statistiques en équipe nationale
- 22 sélections[1]
- 80 points (16 essais)[1]